# Lucas Rodríguez (calciatore 1997)
Lucas Rodríguez (Florencio Varela, 27 aprile 1997) è un calciatore argentino, attaccante del Querétaro.

## Carriera
Ha esordito nella massima serie argentina con l'Estudiantes nella stagione 2015; l'anno seguente esordisce in Coppa Sudamericana, competizione nella cui edizione del 2016 disputa 2 partite.